# Desmiphora undulatofasciata
Desmiphora undulatofasciata là một loài bọ cánh cứng trong họ Cerambycidae.